# Mornac-sur-Seudre
Mornac-sur-Seudre ist eine südwestfranzösische Gemeinde mit 867 Einwohnern (Stand 1. Januar 2022) im Département Charente-Maritime in der Region Nouvelle-Aquitaine. Der Ort zählt zu den Schönsten Dörfern Frankreichs.

## Lage
Der Ortskern von Mornac-sur-Seudre liegt auf der zur historischen Provinz Saintonge gehörenden Halbinsel Arvert auf dem Nordufer der Gironde südlich des Flusses Seudre in einer Höhe von ca. 10 m ü. d. M. und ist etwa 12 km (Fahrtstrecke) in nördlicher Richtung von Royan bzw. 40 km in westlicher Richtung von Saintes entfernt.

## Bevölkerungsentwicklung
| Jahr      | 1800 | 1851 | 1901 | 1954 | 1999 | 2013 |
| Einwohner | 650  | 621  | 930  | 647  | 652  | 831  |

Der Bevölkerungsrückgang in der ersten Hälfte des 20. Jahrhunderts ist hauptsächlich auf den Verlust von Arbeitsplätzen infolge der zunehmenden Mechanisierung der Landwirtschaft zurückzuführen.

## Wirtschaft
Mornac-sur-Seudre war jahrhundertelang geprägt vom Fischfang, von der Landwirtschaft und vom Weinbau, wobei in früheren Zeiten die Selbstversorgung der Bewohner im Vordergrund stand. Die in der Umgebung angebauten Reben gehören zu den Bois ordinaires et communs innerhalb der Weinbauregion Cognac, doch wurden sie in den letzten Jahrzehnten meist als Wein unter der Appellation Charentais bzw. als Likörwein unter der Bezeichnung Pineau des Charentes vermarktet. Mittlerweile ist der Weinbau auf dem Gemeindegebiet nahezu gänzlich zum Erliegen gekommen. Wichtige Wirtschaftszweige sind stattdessen die Austernzucht und die Meersalzgewinnung. Seit der Mitte des 20. Jahrhunderts spielt der Tourismus eine wichtige Rolle im Wirtschaftsleben der Gemeinde.

## Geschichte
Durch Luftaufnahmen wurde auf dem Gemeindegebiet ein gallorömisches Landgut (villa rustica) entdeckt. 
Im 11. und 12. Jahrhundert erlebte die kleine Stadt durch den Fischfang und die Salzgewinnung einen gewissen Aufschwung. Eine Burg (château) und eine imposante Pfarrkirche wurden gebaut und der Ort mit einer 650 m langen Stadtmauer (remparts) umgeben. Ein Priorat mit Namen Saint-Nicolas entstand außerhalb der Stadtmauer. Ort und Burg wurden in der Folgezeit wiederholt belagert und schließlich im Jahr 1622 von protestantischen Söldnern eingenommen; dabei erlitt auch die romanische Prioratskirche erheblichen Schaden. Bis zur Aufhebung des Edikts von Nantes (1598) durch das Edikt von Fontainebleau (1685) unter Ludwig XIV. blieb die Bevölkerung größtenteils protestantisch; danach wanderten viele in die amerikanischen Kolonien oder in andere europäische Staaten aus.

## Sehenswürdigkeiten

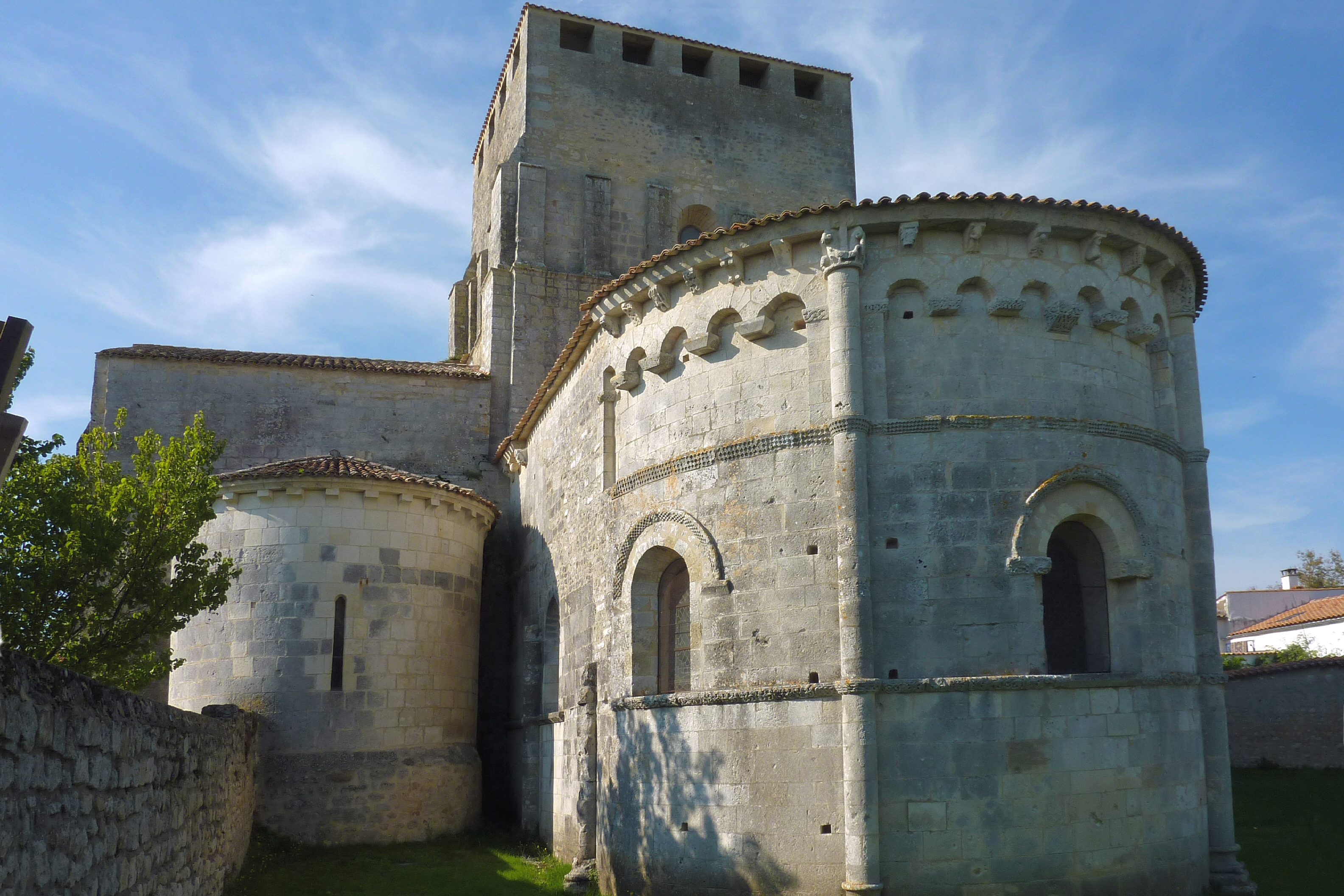
Ostpartie der Kirche Saint-Pierre

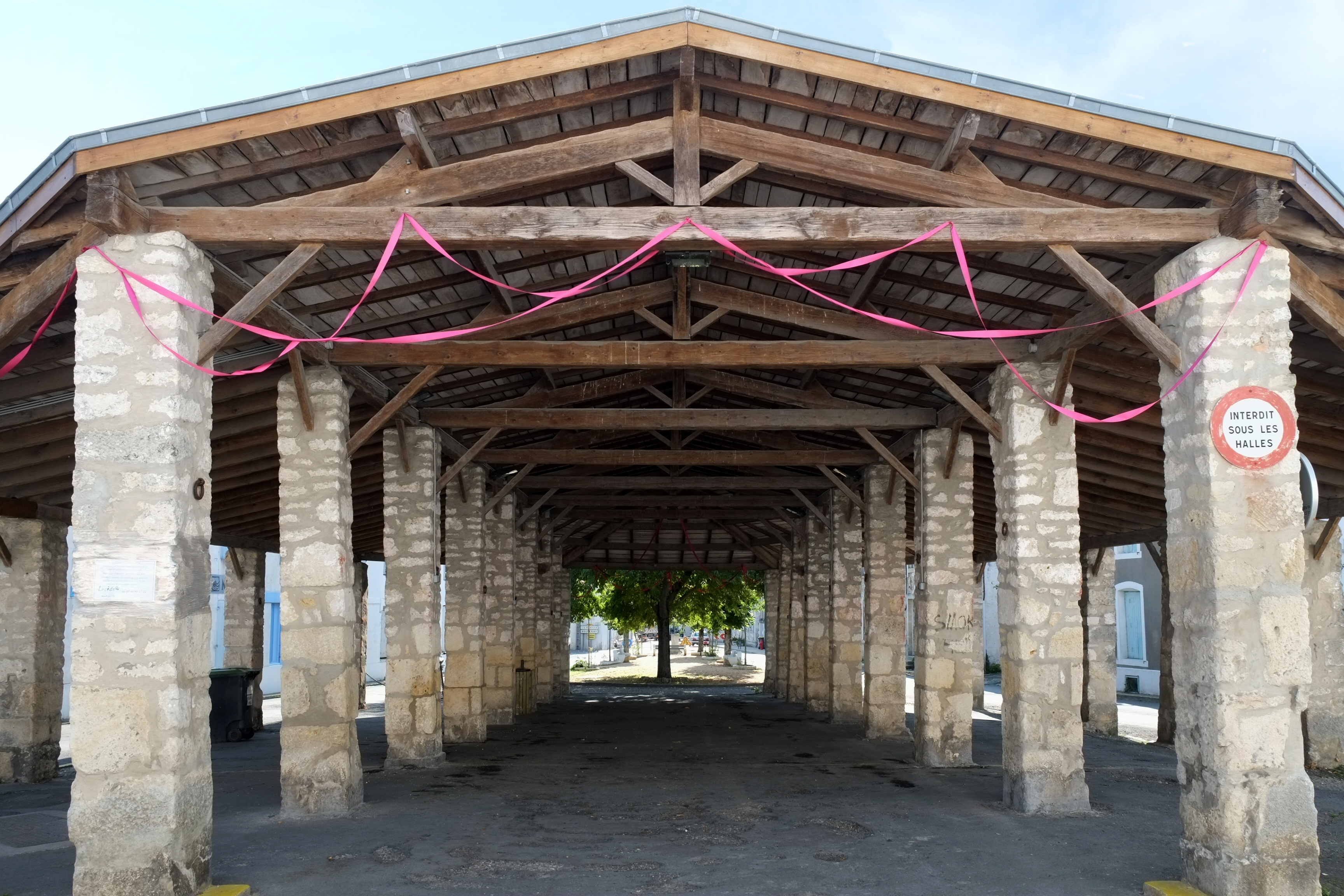
Markthalle

Siehe auch: Liste der Monuments historiques in Mornac-sur-Seudre
- Die mächtige mittelalterliche Pfarrkirche bildet das Zentrum des Ortes. Während die Westfassade und das einschiffige Langhaus eher schmucklos sind, bilden die Vierung und das Querschiff mit seinen angrenzenden Apsiden den architektonischen Höhepunkt des Bauwerks. Die deutlich größere Mittelapsis ist durch senkrechte Halbsäulenvorlagen, einen horizontal verlaufenden Klötzchenfries und einen unterbrochenen Rundbogenfries hervorgehoben; nach oben schließt sie mit einem umlaufenden Konsolenfries ab. Die Apsisfenster zeigen ornamentierte Überfangbögen; der mächtige Vierungsturm erhielt – wahrscheinlich bereits in der Zeit des Hundertjährigen Krieges (1337–1453) – neue Aufbauten. Das Kirchenschiff war ursprünglich gewölbt, doch stürzten die Gewölbe irgendwann ein, so dass nachträglich ein hölzerner Dachstuhl eingebaut werden musste. Der auf alten Fotos noch sichtbare Spitzhelm auf dem Vierungsturm brannte im Jahr 1943 ab. Der Kirchenbau wurde im Jahr 1948 als Monument historique eingestuft.[2]
- Hinter der Kirche lag einst der Friedhof; ein steinerner Kopf-Sarkophag ist noch zu sehen.
- Die in den Ecken abgeschrägte und somit ein langgestrecktes Oktogon bildende mittelalterliche Markthalle (halle) ruht auf 32 gemauerten Pfeilern. Sie diente der Bevölkerung nicht nur zur Abhaltung von Märkten, sondern auch als Versammlungs- und Festplatz. Der Dachstuhl wurde in der zweiten Hälfte des 20. Jahrhunderts erneuert.
- Das mehrfach zerstörte und nach der Revolution im Jahr 1837 in schmucklosen Formen neuerbaute protestantische Gotteshaus (temple) steht etwas abseits des Ortszentrums. In den Jahren 1863/4 wurde es vergrößert.
- Von der ehemals vorhandenen Burg und den Stadtmauern fehlt jedwede Spur.